# Asaph Hall
Asaph Hall (Goshen, Connecticut, 1829. október 15. – Annapolis, Maryland, 1907. november 22.) amerikai csillagász, az Egyesült Államok Tengerészeti Obszervatóriumának (United States Naval Observatory) kutatója.
Fiatal korában ácsnak tanult, később egyetemi diplomát szerzett. 1857-től a Harvard Egyetem Csillagvizsgálójának asszisztense, később az egyetem matematika professzora lett. 1877-ben a washingtoni 66 cm-es refraktorral felfedezte a Mars két holdját, a Phobost és a Deimost.